# DUB Magazine
DUB — є північноамериканським журналом, заснований у січні 2000 року, який висвітлює культуру міських модифікованих автомобілів, а також показує знаменитостей та їхні автомобілі.
Журнал також запустив загальнонаціональний автомобільний шоу та концертний тур DUB Magazine Custom Auto Show & Concert, який охоплює 16 міст Сполучених Штатів Америки. У DUB є багато ліцензованих товарів, зокрема радіокеровані, литі автомобілі Jada Toys DUB City, автомобільні аксесуари DUB Edition і відеогра Midnight Club 3: DUB Edition від Rockstar Games.
Термін «DUB» — це вуличний сленг для модифікованих коліс діаметром 20" або більше, який був популяризований завдяки хіп-хопу.
DUB заснували Майлз Ковач, Хайтам Хаддад і Герман Флорес, які продовжують очолювати компанію в Санта-Фе-Спрінгс, Каліфорнія.